# Paardensport op de Olympische Zomerspelen 2016
Paardensport is een van de sporten die beoefend werden op de Olympische Zomerspelen 2016 in Rio de Janeiro, Brazilië. De wedstrijden vonden van 6 tot en met 19 augustus plaats in Deodoro.
De paardensport op de Spelen omvat drie disciplines; dressuur, eventing en springen (jumping).

## Kwalificatie
Elke discipline kende zijn eigen kwalificatieregels, maar was grotendeels gebaseerd op de FEI-olympic riders ranking en de geografische spreiding over zeven regio's (A = Noordwest-Europa, B =Zuidwest-Europa, C = Centraal/Oost Europa + Centraal Azië, D = Noord-Amerika, E = Midden- + Zuid-Amerika, F = Afrika + Midden-Oosten, G = Zuidoost-Azië + Oceanië). Plaatsen werden aan een NOC toegekend, deze was vrij om de startlijst anders in te vullen.

### Dressuur
Aan de dressuurwedstrijden mochten maximaal 60 ruiters deelnemen. Tien landen namen aan de teamwedstrijd (met vier ruiters) deel. Daarnaast plaatsten zich twintig deelnemers uit andere landen. Brazilië was als gastland geplaatst.

### Eventing
Aan de eventingwedstrijden mochten maximaal 65 ruiters deelnemen. Dertien landen waren zeker van deelname (met vier ruiters) aan de teamwedstrijd.

### Springen
Aan de springwedstrijden mochten maximaal 75 ruiters deelnemen. Vijftien landen waren zeker van deelname (met vier ruiters) aan de teamwedstrijd. Het gastland was automatisch deelnemer. De 60 ruiters van de gekwalificeerde teams werden aangevuld tot 75 met 15 individuele plaatsen.

## Programma
| Onderdeel | Data           | Deelnemers |
| --------- | -------------- | ---------- |
| Eventing  | 6-9 augustus   | 75         |
| Dressuur  | 10-15 augustus | 60         |
| Springen  | 14-19 augustus | 75         |

## Medailles
| Onderdeel           | Goud | Goud | Zilver | Zilver | Brons | Brons |
| ------------------- | --- | --- | --- | --- | --- | --- |
| Dressuur            | GBR | Charlotte Dujardin op Valegro | GER | Isabell Werth op Weihegold OLD | GER | Kristina Bröring-Sprehe op Desperados FRH                                                                                                  |
| Dressuur team       | Duitsland Kristina Bröring-Sprehe op Desperados FRH Sönke Rothenberger op Cosmo Dorothee Schneider op Showtime FRH Isabell Werth op Weihegold OLD               | Duitsland Kristina Bröring-Sprehe op Desperados FRH Sönke Rothenberger op Cosmo Dorothee Schneider op Showtime FRH Isabell Werth op Weihegold OLD               | Groot-Brittannië Fiona Bigwood op Orthilia Charlotte Dujardin op Valegro Carl Hester op Nip Tuck Spencer Wilton op Super Nova II   | Groot-Brittannië Fiona Bigwood op Orthilia Charlotte Dujardin op Valegro Carl Hester op Nip Tuck Spencer Wilton op Super Nova II   | Verenigde Staten Allison Brock op Rosevelt Laura Graves op Verdades Kasey Perry-Glass op Dublet Steffen Peters op Legolas 92               | Verenigde Staten Allison Brock op Rosevelt Laura Graves op Verdades Kasey Perry-Glass op Dublet Steffen Peters op Legolas 92               |
|                     | | | | | | |
| Eventing            | GER | Michael Jung op Sam FBW | FRA | Astier Nicolas op Piaf De B'Neville                                                                                                | USA | Phillip Dutton op Mighty Nice |
| Eventing team       | Frankrijk Karim Laghouag op Entebbe Mathieu Lemoine op Bart L Astier Nicolas op Piaf De B'Neville Thibaut Vallette op Qing du Briot                             | Frankrijk Karim Laghouag op Entebbe Mathieu Lemoine op Bart L Astier Nicolas op Piaf De B'Neville Thibaut Vallette op Qing du Briot                             | Duitsland Sandra Auffarth op Opgun Louvo Michael Jung op Sam FBW Ingrid Klimke op Hale-Bob Old Julia Krajewski op Samourai du Thot | Duitsland Sandra Auffarth op Opgun Louvo Michael Jung op Sam FBW Ingrid Klimke op Hale-Bob Old Julia Krajewski op Samourai du Thot | Australië Chris Burton op Santano II Sam Griffiths op Paulank Brockagh Shane Rose op CP Qualified Stuart Tinney op Pluto Mio               | Australië Chris Burton op Santano II Sam Griffiths op Paulank Brockagh Shane Rose op CP Qualified Stuart Tinney op Pluto Mio               |
|                     | | | | | | |
| Springconcours      | GBR | Nick Skelton op Big Star | SWE | Peder Fredricson op All In | CAN | Eric Lamaze op Fine Lady 5 |
| Springconcours team | Frankrijk Roger-Yves Bost op Sydney une Prince Pénélope Leprévost op Flora de Mariposa Philippe Rozier op Rahotep de Toscane Kevin Staut op Reveur de Hurtebise | Frankrijk Roger-Yves Bost op Sydney une Prince Pénélope Leprévost op Flora de Mariposa Philippe Rozier op Rahotep de Toscane Kevin Staut op Reveur de Hurtebise | Verenigde Staten Lucy Davis op Barron Kent Farrington op Voyeur Beezie Madden op Cortes'C McLain Ward op Azur                      | Verenigde Staten Lucy Davis op Barron Kent Farrington op Voyeur Beezie Madden op Cortes'C McLain Ward op Azur                      | Duitsland Christian Ahlmann op Taloubet Z Ludger Beerbaum op Casello Daniel Deusser op First Class Meredith Michaels-Beerbaum op Fibonacci | Duitsland Christian Ahlmann op Taloubet Z Ludger Beerbaum op Casello Daniel Deusser op First Class Meredith Michaels-Beerbaum op Fibonacci |

### Medaillespiegel
| Plaats | Land             | NOC    | Goud | Zilver | Brons | Totaal |
| ------ | ---------------- | ------ | ---- | ------ | ----- | ------ |
| 1      | Duitsland        | GER    | 2    | 2      | 2     | 6      |
| 2      | Frankrijk        | FRA    | 2    | 1      | 0     | 3      |
| 2      | Groot-Brittannië | GBR    | 2    | 1      | 0     | 3      |
| 4      | Verenigde Staten | USA    | 0    | 1      | 2     | 3      |
| 5      | Zweden           | SWE    | 0    | 1      | 0     | 1      |
| 6      | Australië        | AUS    | 0    | 0      | 1     | 1      |
| 6      | Canada           | CAN    | 0    | 0      | 1     | 1      |
| Totaal | Totaal           | Totaal | 6    | 6      | 6     | 18     |

Parijs 1900 · 
Stockholm 1912 · 
Antwerpen 1920 · 
Parijs 1924 · 
Amsterdam 1928 · 
Los Angeles 1932 · 
Berlijn 1936 · 
Londen 1948 · 
Helsinki 1952 · 
Melbourne 1956 · 
Rome 1960 · 
Tokio 1964 · 
Mexico-stad 1968 · 
München 1972 · 
Montréal 1976 · 
Moskou 1980 · 
Los Angeles 1984 · 
Seoel 1988 · 
Barcelona 1992 · 
Atlanta 1996 · 
Sydney 2000 · 
Athene 2004 · 
Peking 2008 · 
Londen 2012 · 
Rio de Janeiro 2016 · 
Tokio 2020 · 
Parijs 2024 · 
Los Angeles 2028
Medaillewinnaars
Atletiek · Badminton · Basketbal · Boksen · Boogschieten · Gewichtheffen · Golf · Gymnastiek · Handbal · Hockey · Judo · Kanovaren · Moderne vijfkamp · Paardensport · Roeien · Rugby · Schermen · Schietsport · Schoonspringen · Synchroonzwemmen · Taekwondo · Tafeltennis · Tennis · Triatlon · Voetbal · Volleybal · Waterpolo · Wielersport · Worstelen · Zeilen · Zwemmen